# Masscult and Midcult
Masscult and Midcult è un saggio di sociologia della cultura e della comunicazione di massa, opera del critico letterario Dwight Macdonald (1906 – 1982), pensatore anarchico americano.
Lo scritto esprime una radicale critica sociale che verte sulle categorie di produzione e fruizione della cultura nella realtà massificata degli Stati Uniti d'America a cavallo degli anni '50 e '60. Il saggio si inserisce nel solco di una polemica latente, a tratti molto accesa, nei confronti dei fenomeni di degenerazione del gusto nell'emergente ceto medio borghese. Si tratta di una controversia già esplosa nella temperie culturale dell'Inghilterra degli anni '20 e '30, che aveva avuto tra i suoi iniziatori la scrittrice Virginia Woolf, con un suo celebre scritto in cui si scagliava contro il travisamento culturale operato dal fenomeno detto Middlebrow.
Il saggio di Macdonald ha conosciuto varie edizioni in lingua originale ed è stato tradotto in diverse altre lingue. In italiano ne esistono varie versioni, a partire dalla prima traduzione, pubblicata nel 1964.
Entrambi i termini che campeggiano nel titolo sono parole d'autore, frutto dell'onomaturgia di Macdonald, che preferì coniarne nuovi termini da usare in luogo di Middlebrow e Mass culture, non volendo nemmeno riconoscere, a queste due infime categorie, lo statuto di "cultura".

## Contenuti
Lo scritto di MacDonald, definito da Umberto Eco un "bellissimo e aristocraticissimo saggio", argomenta una durissima critica alla cultura middlebrow. Macdonald associava il popolo e la moderna deriva industriale di allontanamento dalla specializzazione, nella comune responsabilità di aver creato un mercato di massa di consumatori di arti, in cui si costituiva e prendeva forma una platea anonima e indistinta di soggetti. La cultura Highbrow, per Macdonald, è invece associata alla specializzazione dei connoisseur, mentre la cultura Lowbrow si alimenta di prodotti popolari, ma autenticamente adatti a specifiche comunità. Invece, la cultura di massa (che egli, per motivi ontologici, decide di chiamare masscult) copia e manipola entrambe queste tradizioni con prodotti fabbricati in serie, privi di portata innovativa, oppure si preoccupa espressamente del mercato. Lo stesso nome di Masscult, che Macdonald preferisce attribuire alla cultura di massa, riflette la sua intenzione di disconoscerne perfino lo status di cultura, in quanto prodotto industriale, "macinato" e confezionato da una "catena di produzione" a uso e consumo di masse e moltitudini indistinte, un "prodotto uniforme il cui umile scopo non è neppure il divertimento, perché anche questo presuppone vita, e quindi sforzo, ma semplicemente la distrazione". Il prodotto Masscult, per Macdonald, "può essere stimolante o narcotico, ma dev'essere di facile assimilazione. Non chiede nulla al suo pubblico, perché è «completamente soggetto allo spettatore». E non dà nulla". Tutto ciò determina un panorama culturale americano in cui dominano omogeneità e livellamento, una situazione in cui una cultura pluralistica non può nemmeno esistere. 

### Midcult
Umberto Eco spiega così la visione di Macdonald, in cui "la cultura alta era rappresentata, tanto per capirci, da James Joyce, Marcel Proust, Pablo Picasso, mentre quello che veniva chiamato Masscult era dato da tutta la paccottiglia hollywoodiana, dalle copertine del Saturday Evening Post e dal rock [...]".
La categoria intermedia del Midcult, al contrario, emerge con la cultura middlebrow e copia e adultera in modo spericolato la cultura alta, "spargendo ovunque il suo tiepido velo fangoso" che minaccia l'alta cultura. Per Macdonald, quindi, il Midcult "delineava un terzo livello [...], una cultura media rappresentata da prodotti d'intrattenimento che prendevano a prestito anche stilemi dell'avanguardia, ma che era fondamentalmente Kitsch. Tra i prodotti Midcult, MacDonald poneva, per il passato, Lawrence Alma-Tadema e Edmond Rostand, e per i tempi suoi Somerset Maugham, l'ultimo Ernest Hemingway, Thornton Wilder". In quest'ottica, la categoria del Kitsch comprende sia il Masscult sia il Midcult: qui il rapporto stretto è con il saggio Avant-Garde and Kitsch di Clement Greenberg, testo a cui Macdonald è chiaramente debitore, che fu pubblicato, vari anni prima, nel 1939, anch'esso sulla Partisan Review.
Nello scritto di Macdonald sono celebri le stroncature di opere di grande successo e rinomanza, come Il vecchio e il mare di Ernest Hemingway e Piccola città di Thornton Wilder, e dell'intera architettura neogotica dei college americani (incluso, quindi, quello della sua alma mater, la Yale University).
Macdonald scrive che nel Masscult "il trucco è scoperto": il suo scopo è perspicuo e consiste nell'offrire "piacere alle folle con ogni mezzo". Il Midcult, invece, riserva "un duplice tranello": da un lato "finge di rispettare i modelli dell'Alta Cultura mentre, in effetti, li annacqua e li volgarizza. Il nemico che se ne sta fuori le mura è facilmente individuabile. Ciò che rende pericoloso il Midcult è la sua ambiguità. Perché il Midcult si presenta come facente parte dell'Alta Cultura". Promuoveva una separazione tra i "brows" in modo che "i pochi che si curano della buona letteratura, pittura, musica, architettura, abbiano la loro Alta Cultura, e non confondiamola con il Midcult".

## Edizioni

### Edizioni in inglese
Il saggio di Macdonald fu pubblicato, per la prima volta, sulle pagine della Partisan Review in due parti, una prima uscita nella primavera del 1960, una seconda nell'autunno dello stesso anno. Fu poi ripubblicato due anni dopo nella raccolta di saggi Against The American Grain: Essays on The Effects of Mass Culture (il titolo, traducibile come "Contropelo all'America. Saggi sugli effetti della cultura di massa", riecheggiava per opposizione la raccolta di prose di William Carlos Williams, In the American Grain del 1925) dalla Random House. Nel 1983 è stato pubblicato di nuovo, con lo stesso titolo, da Da Capo Press. Nel 2011, la raccolta dei saggi è stata di nuovo pubblicata, col titolo Masscult and Midcult: Essays Against the American Grain, nella collana NYRB Classics della New York Review of Books, un'edizione curata da John Summers e introdotta da Louis Menand.
- (EN) Dwigth Macdonald, Masscult and Midcult, in Partisan Review, XXVII, n. 2, primavera 1960,  pp. 203-233. URL consultato il 4 gennaio 2017 (archiviato dall'url originale il 5 gennaio 2017).
- (EN) Dwigth Macdonald, Masscult and Midcult, in Partisan Review, XXVII, n. 4, autunno 1960. URL consultato il 4 gennaio 2017 (archiviato dall'url originale il 5 gennaio 2017).
- (EN) Dwigth Macdonald, Against The American Grain: Essays on The Effects of Mass Culture, Random House, 1962.
- (EN) Dwigth Macdonald, Against The American Grain: Essays on The Effects Of Mass Culture, Da Capo Press, 1983.
- (EN) Dwigth Macdonald, Masscult and Midcult: Essays Against the American Grain, a cura di John Summers, introduzione di Louis Menand, The New York Review of Books, 2011.

### Edizioni italiane
La prima versione italiana del saggio è stata resa disponibile nell'edizione 1964 dell'Almanacco letterario Bompiani. Nel 1969 è uscito per Rizzoli editore, nella collana editoriale Saggi, con un'introduzione di Claudio Gorlier. Una nuova edizione è stata curata nel 1997 da edizioni e/o, con introduzione di Vittorio Giacopini. 
- AA.VV., Almanacco letterario, Bompiani, 1963.
- Dwigth Macdonald, Masscult e Midcult, a cura di Claudio Gorlier, collana Controamerica, traduzione a cura di Domenico Tarizzo, Milano, Rizzoli editore, 1969,  pp. 19-83.
- Dwigth Macdonald, Masscult e Midcult, introduzione di Vittorio Giacopini, traduzione di Adriana Dell'Orto e Annalisa Gersoni Kelley, Milano, edizioni e/o, 1997,  p. 128, ISBN 9788876413179.
- Dwight Macdonald, Masscult e Midcult, con un testo di Umberto Eco, traduzione e cura di Mauro Maraschi, Prato, Piano B Edizioni, 2018, pp. 144. ISBN 9788893710336